# Màquina d'inserció de components

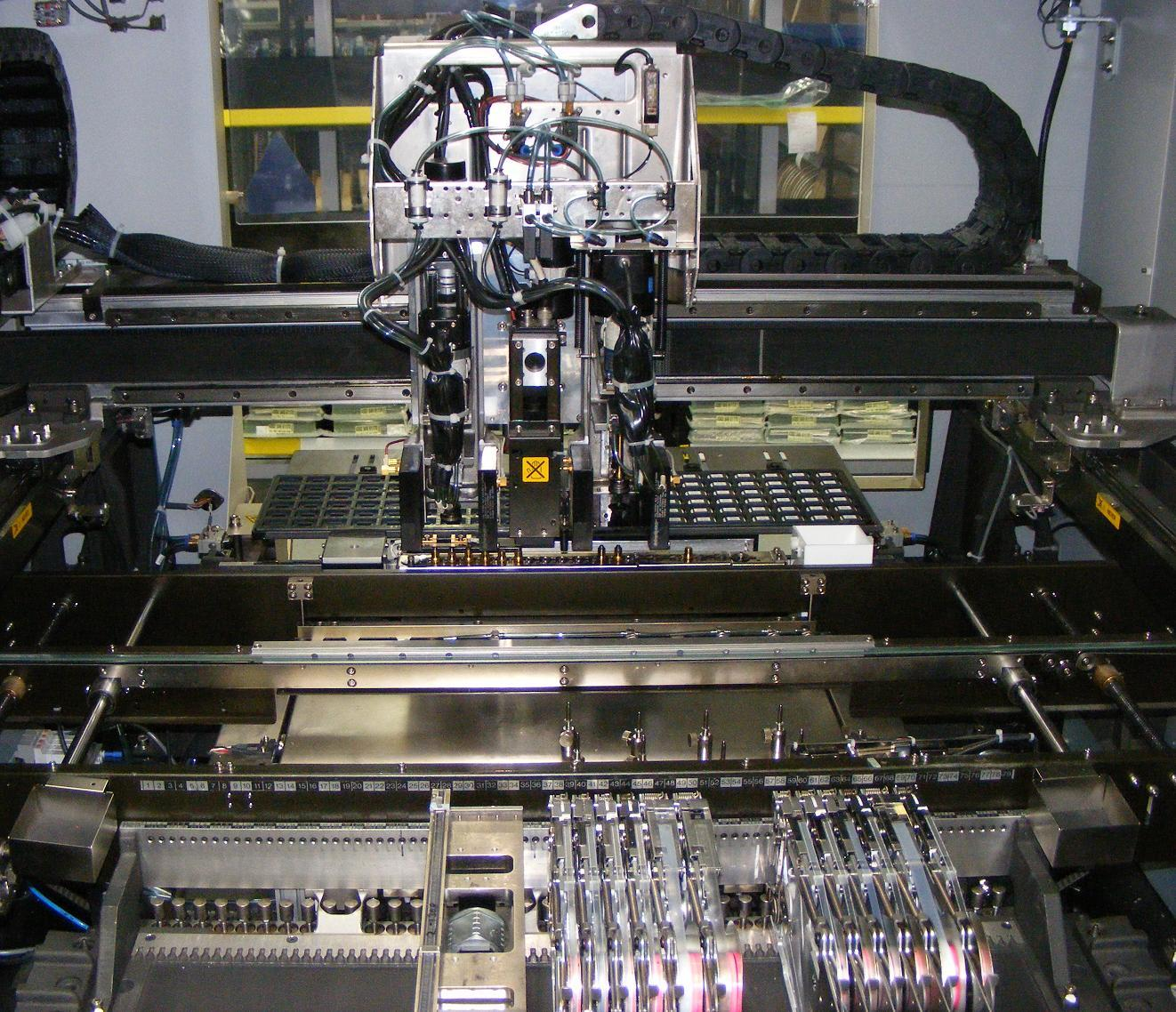
Part interna d'una màquina de muntatge en superfície Juki KE2010L de 4 capçals. La màquina s'utilitza per col·locar components electrònics que es solden a la cara d'una placa de circuit imprès en lloc de tenir cables que passen pels forats de la placa. La màquina està carregada amb bobines estàndard de 8 "en alimentadors mecànics (front dret) i una safata de microprocessadors QFP (centre posterior).

Els sistemes de col·locació de components de tecnologia de muntatge superficial (SMT), comunament anomenats màquines pick-and-place o P&P, són màquines robòtiques que s'utilitzen per col·locar dispositius de muntatge superficial (SMD) en una placa de circuit imprès (PCB). S'utilitzen per a la col·locació d'alta velocitat i alta precisió d'una àmplia gamma de components electrònics, per exemple condensadors, resistències, circuits integrats als PCB que al seu torn s'utilitzen en ordinadors, electrònica de consum, així com en industrials, mèdics, automoció, militars i equips de

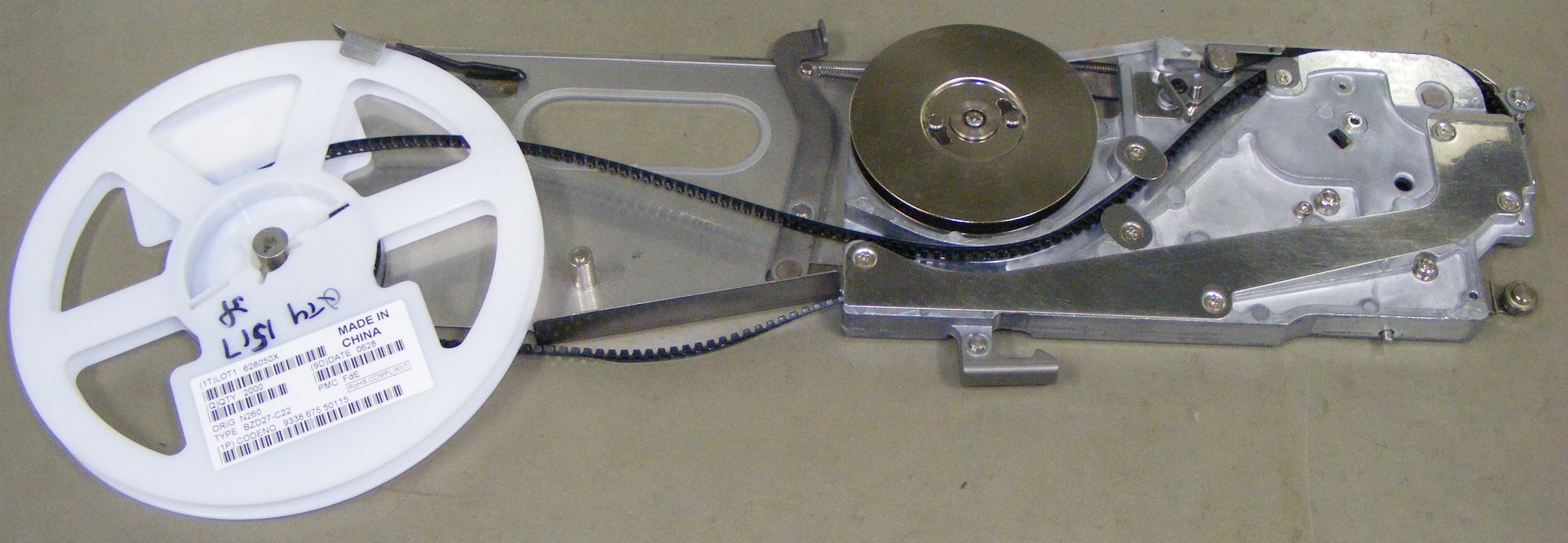
Mecanisme d'alimentació de cinta i bobina utilitzat per carregar components en una màquina de recollida i col·locació

telecomunicacions. Existeixen equips similars per a components de forat passant. Aquest tipus d'equips s'utilitzen de vegades per empaquetar microxips mitjançant el mètode del flip xip.

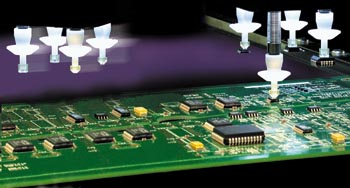
Màquina de recollida i col·locació SMD (amb desenfocaments de moviment simulats)

## Operació
L'equip de col·locació forma part d'una màquina global més gran que realitza passos programats específics per crear un conjunt de PCB. Diversos subsistemes treballen junts per recollir i col·locar correctament els components a la PCB. Aquests sistemes normalment utilitzen ventoses pneumàtiques, connectades a un dispositiu semblant a un traçador per permetre que la copa es manipuli amb precisió en tres dimensions. A més, cada broquet es pot girar de manera independent.

## Alimentadors de components
Els components de muntatge superficial es col·loquen al llarg de les cares frontals (i sovint posteriors) de la màquina. La majoria dels components es subministren en cinta de paper o plàstic, en bobines de cinta que es carreguen als alimentadors muntats a la màquina. Els circuits integrats (CI) més grans de vegades es subministren disposats en safates que s'apilen en un compartiment. Els circuits integrats d'ús més habitual es proporcionaran en cintes en lloc de safates o pals. Les millores en la tecnologia d'alimentació fan que el format de cinta s'està convertint en el mètode preferit per presentar peces en una màquina SMT.

## Cinta transportadora
Al centre de la màquina hi ha una cinta transportadora, al llarg de la qual viatgen els PCB en blanc i una pinça de PCB al centre de la màquina. El PCB està subjectat i els broquets recullen components individuals dels alimentadors/safates, els giren a l'orientació correcta i després els col·loquen als coixinets adequats del PCB amb alta precisió. Les màquines de gamma alta poden tenir múltiples transportadors per produir diversos tipus de productes iguals o diferents simultàniament.

## Fabricants de màquines SMT pick and place
- Juki
- Fuji
- Panasonic
- Yamaha (va comprar I-Pulse, però es van comercialitzar als EUA i Europa com Assembleon. Yamaha es va comercialitzar principalment a Àsia, fins a l'adquisició d'Assembleon per K&S.)
- Hanwha Precision Machinery (abans Hanwha Techwin després de l'adquisició de Samsung Techwin per Hanwha Holdings.)
- Kulicke & Soffa (K&S) (antiga Philips i posteriorment Assembleon)
- Sony (ara Juki)
- ASM Assembly Systems (antiga SIEMENS / SIPLACE i DEK)
- Instruments universals
- Micrònica
- Europlacer
- Essemtec
- Nordson (comprat Dima)
- Hitachi (antic Sanyo, divisió SMT venuda a Yamaha)
- DDM Novastar
- Opulo